# Орлиное (Белгородская область)
Орли́ное — село в Волоконовском районе Белгородской области России. Входит в состав Фощеватовского сельского поселения.

## География
Село находится в юго-восточной части Белгородской области, на расстоянии 5,8 км (по прямой) к юго-востоку от посёлка городского типа Волоконовка, административного центра района.

### Часовой пояс
Село Орлиное, как и вся Белгородская область, находится в часовой зоне МСК (московское время). Смещение применяемого времени относительно UTC составляет +3:00.

## Население
| 2002 | 2010 |
| ---- | ---- |
| 0    | ↗5   |

## Улицы
В селе имеется одна улица — Луговая.